# Alfred Bickel
Alfred Bickel (Eppstein, Imperio alemán, 12 de mayo de 1918 - Zúrich Suiza, 18 de agosto de 1999), conocido también como Fredy Bickel, fue un futbolista y entrenador suizo nacido en el Imperio alemán que jugó en la posición de delantero.

## Trayectoria
Inició su carrera en 1934 con el SV Seebach, y en 1936 pasaría a jugar de delantero en el Grasshopper CZ en donde jugaría por 20 años, anotó 202 goles en 405 partidos,en la primera división suiza entre 1935 y 1956, periodo en el que ganó siete títulos de liga y nueve títulos de copa, además de ganar el premio al Deportista Suizo del Año en 1953, siendo el primer futbolista en obtener el premio.

### Selección nacional
A pesar de haber nacido en el Imperio alemán, jugó para Suiza de 1936 a 1954 en 71 partidos y anotó 15 goles, participó en los mundiales de Francia 1938 (donde le anotó un gol a la Alemania nazi) y en el de Brasil 1950, siendo junto al sueco Erik Nilsson los únicos futbolistas que participaron en el mundial previo y posterior a la Segunda Guerra Mundial, tiene el curioso récord del período más largo entre dos partidos disputados en un Mundial de fútbol (12 años y 13 días).

### Entrenador
Fue entrenador del Grasshopper CZ en dos periodos entre 1958 y 1964.

## Logros

### Club
- Superliga Suiza: 7

1936-1937, 1938-1939, 1941-1942, 1942-1943, 1944-1945, 1951-1952, 1955-1956
- Copa de Suiza: 9

1936-1937, 1937-1938, 1939-1940, 1940-1941, 1941-1942, 1942-1943, 1945-1946, 1951-1952, 1955-1956

### Individual
- Deportista Suizo del Año: 1953.